# Danh sách thành phố Tunisia

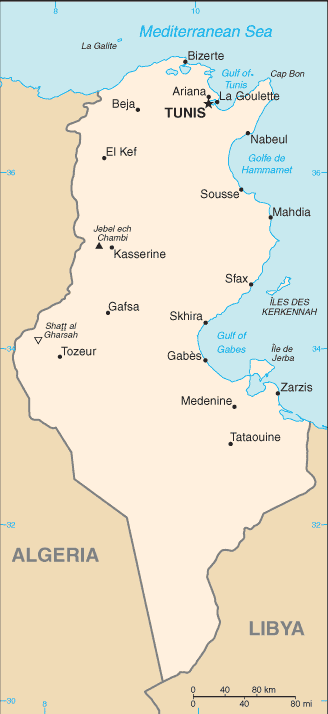
Bản đồ Tunisia

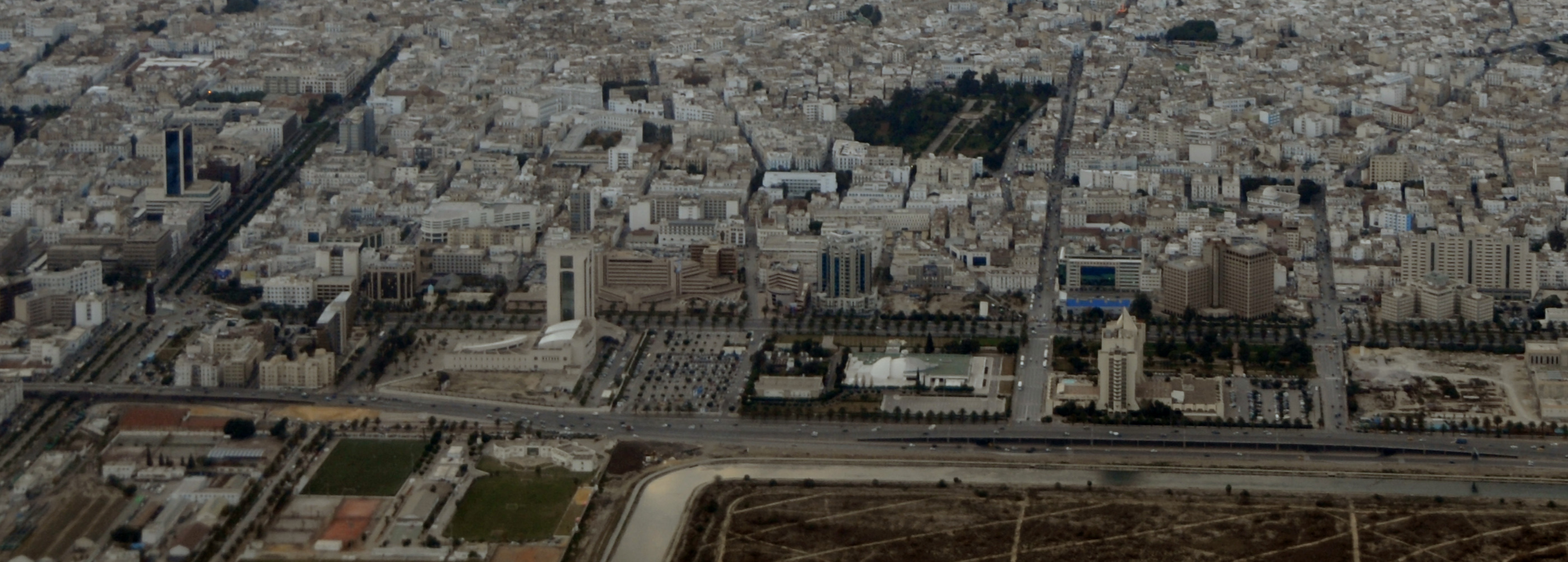
Tunis, Thủ đô Tunisia

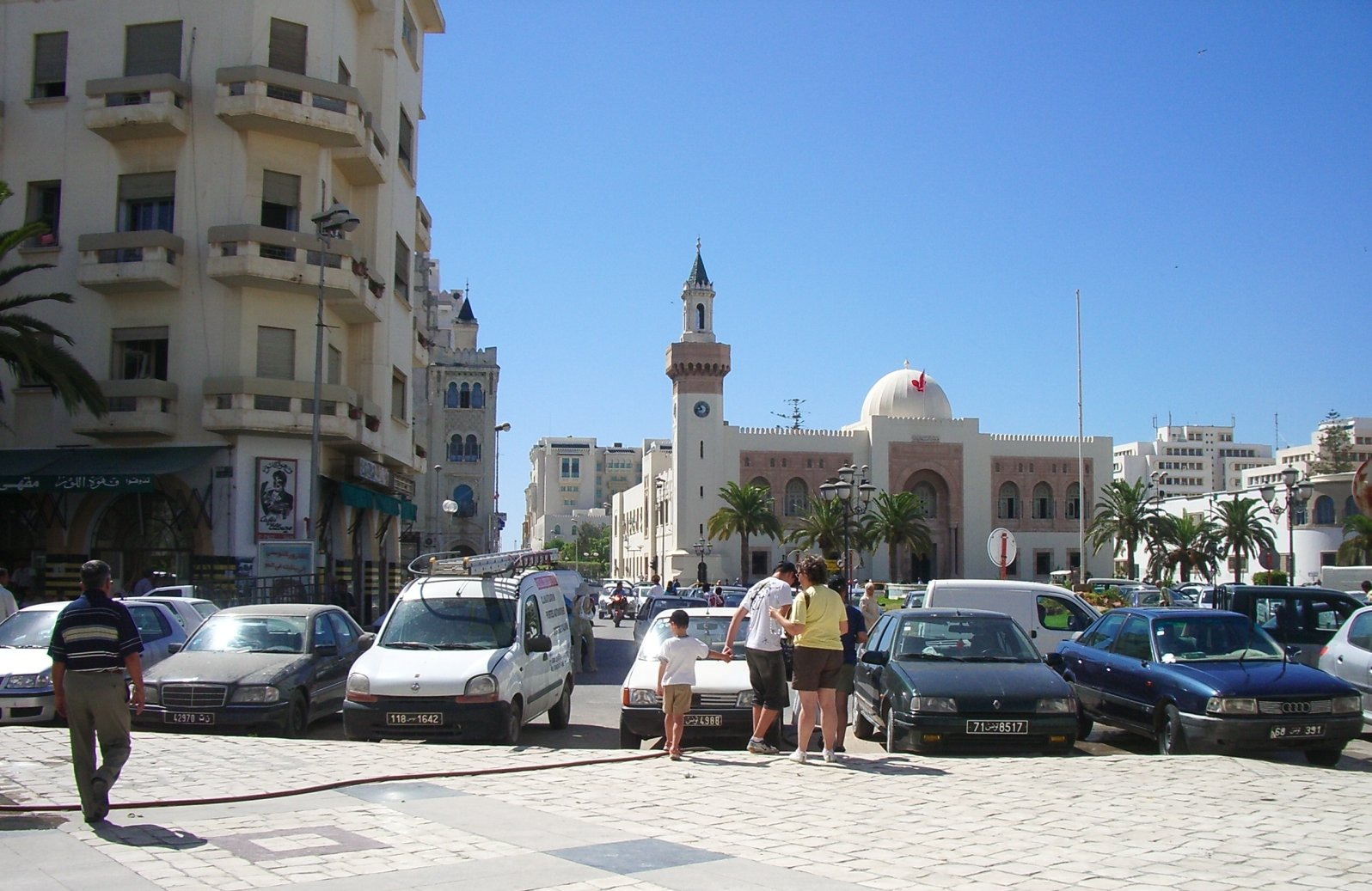
Sfax Thành phố trung tâm

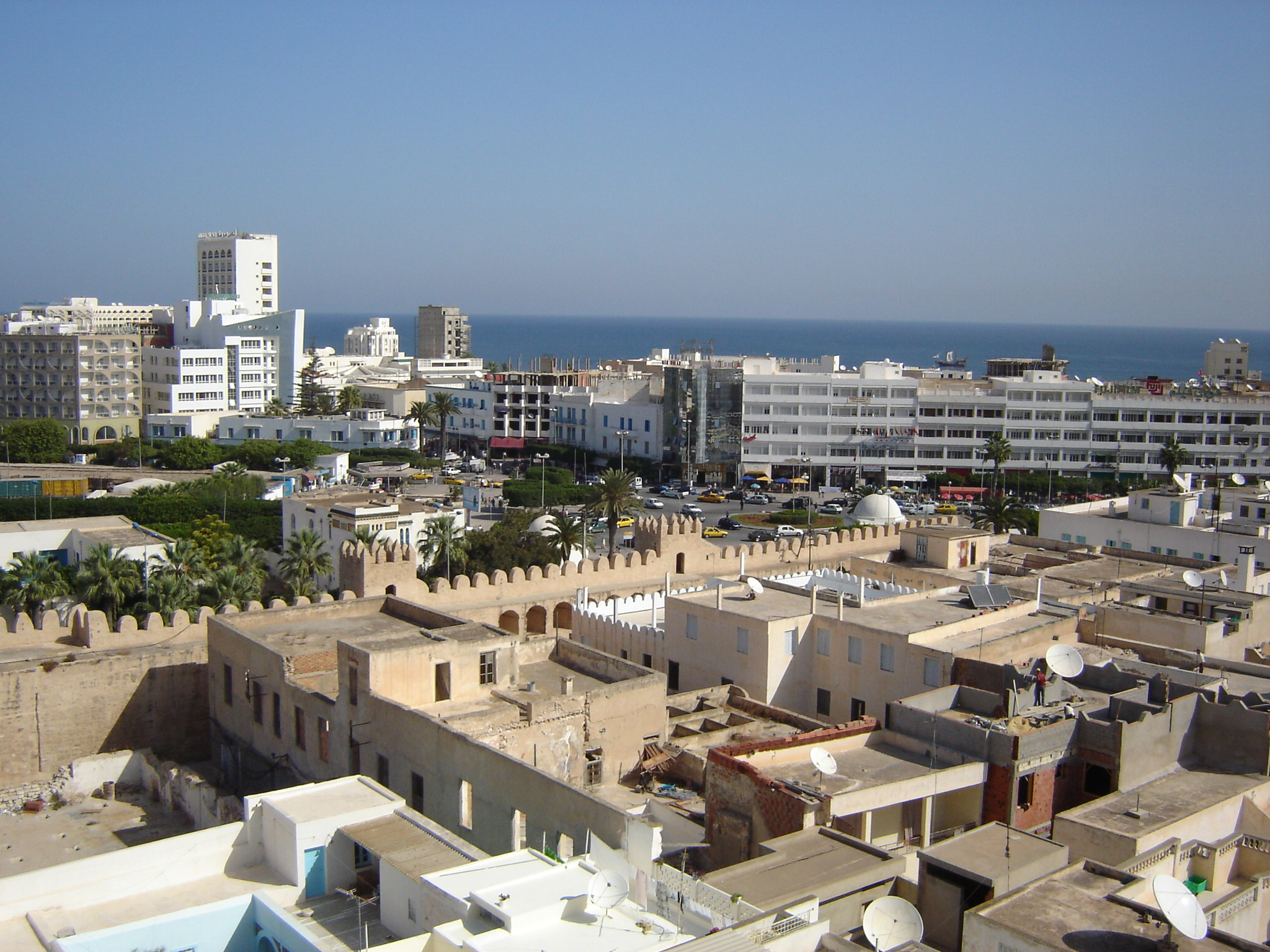
Skyline of Sousse

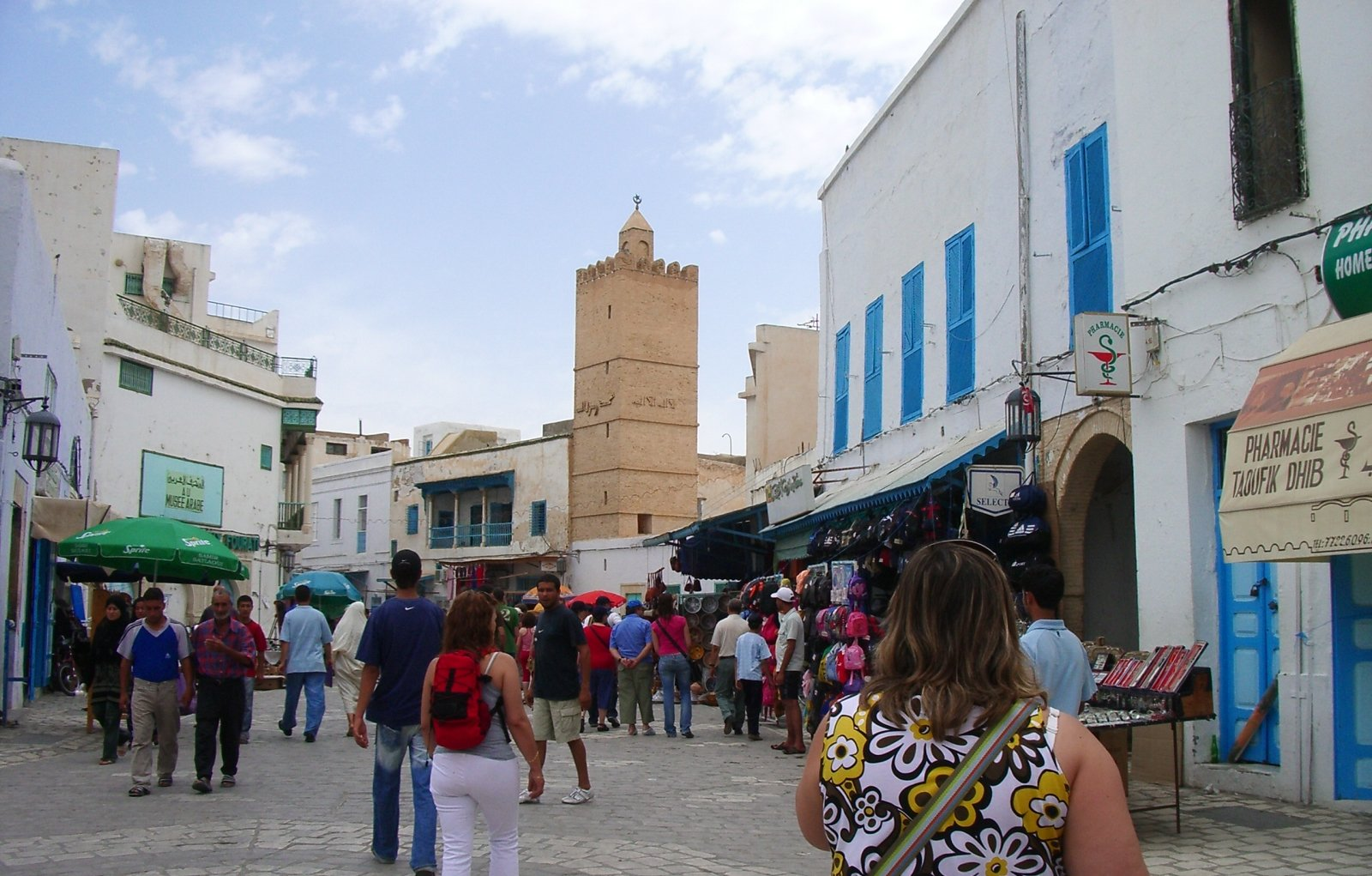
Trung tâm Kairouan

Đây là danh sách 350 thành phố và thị trấn ở Tunisia. Trong danh sách theo thống trị thủ đô được in đậm.

## Danh sách các thành phố đông dân nhất
| Thứ hạng | Thành phố  | Dân số    | Tỉnh      |
| -------- | ---------- | --------- | --------- |
| 1        | Tunis      | 1,056,247 | Tunis     |
| 2        | Sfax       | 330,440   | Sfax      |
| 3        | Sousse     | 271,428   | Sousse    |
| 4        | Ettadhamen | 196,298   | Ariana    |
| 5        | Kairouan   | 186,653   | Kairouan  |
| 6        | Gabès      | 152,921   | Gabès     |
| 7        | Bizerte    | 142,966   | Bizerte   |
| 8        | Aryanah    | 114,486   | Ariana    |
| 9        | Gafsa      | 111,170   | Gafsa     |
| 10       | El Mourouj | 104,538   | Ben Arous |